# Tony Smith (hudebník)
Tony Smith je americký bubeník. V sedmdesátých letech tvořil doprovodnou skupinu Jana Hammera, ve které hrál i Fernando Saunders, se kterým se Smith setkal i později v doprovodné skupině Lou Reeda.

## Diskografie
- Papa John Creach (Papa John Creach, 1971)
- Welcome (Santana, 1973)
- Oh Yeah? (Jan Hammer Group, 1976)
- Melodies (Jan Hammer Group, 1977)
- Jeff Beck with the Jan Hammer Group Live (Jan Hammer Group & Jeff Beck, 1977)
- Black Sheep (Jan Hammer Group, 1978)
- Electric Guitarist (John McLaughlin, 1978)
- Flash (Jeff Beck, 1985)
- Charlotte for Ever (Charlotte Gainsbourg, 1986)
- You're Under Arrest (Serge Gainsbourg, 1987)
- Le Zénith de Gainsbourg (Serge Gainsbourg, 1989)
- Bad Boys of the Arctic (Gary Lucas, 1994)
- Set the Twilight Reeling (Lou Reed, 1996)
- Perfect Night: Live in London (Lou Reed, 1998)
- Ecstasy (Lou Reed, 2000)
- The Raven (Lou Reed, 2003)
- Live at the BPC (Tony „Thunder“ Smith, 2005)
- Spanish Fly: Live in Spain (Lou Reed, 2005)
- Live at Montreux 2000 (Lou Reed, 2005)
- Berlin: Live at St. Ann's Warehouse (Lou Reed, 2008)
- Cloud Maintenance (Kevin Hearn, 2011)[3]